# كارلوس هرنانديز (لاعب كرة قاعدة كولومبي)
كارلوس هرنانديز (بالإسبانية: Carlos Almeida Hernández)‏ هو لاعب كرة قاعدة كولومبي، ولد في 24 مايو 1967 في بويرتو أورداز في فنزويلا.

## وصلات خارجية
- كارلوس هرنانديز (لاعب كرة قاعدة كولومبي) على موقعبيزبول رفرنس.كوم (الدوري الرئيسي) (الإنجليزية)
- كارلوس هرنانديز (لاعب كرة قاعدة كولومبي) على موقعبيزبول رفرنس.كوم (الدوري الثانوي) (الإنجليزية)
- كارلوس هرنانديز (لاعب كرة قاعدة كولومبي) على موقع مشجعي الرسوم البيانية (الإنجليزية)